# S Cassiopeiae
S Cassiopeiae (S Cas / HD 7769 / SAO 4374) es una estrella variable en la constelación de Casiopea. Al no existir una medida de su paralaje por parte del satélite Hipparcos, su distancia al sistema solar se estima entre 1430 y 2770 años luz.
De tipo espectral S3,4e-S5,8e, S Cassiopeiae es una estrella de tipo S, similar a χ Cygni; éstas son gigantes rojas similares a las de tipo M, excepto en que los óxidos dominantes en su espectro son los formados por metales del quinto período de la tabla periódica, como circonio o itrio.
Otra característica de esta clase de estrellas es la pérdida de masa estelar; en el caso de S Cassiopeiae ésta se estima en 3,5 × 10-6 veces la masa solar por año.
Es una de las estrellas conocidas de mayor tamaño. Aunque lejos de hipergigantes como VY Canis Majoris o Mu Cephei, su radio es 930 veces más grande que el radio solar; si estuviese en el lugar del Sol, su superficie casi alcanzaría la órbita de Júpiter.
Su temperatura superficial es muy baja —1800 K— y su luminosidad es 8000 veces superior a la luminosidad solar.
Segunda variable descubierta en esta constelación después de R Cassiopeiae, S Cassiopeiae es, al igual que ésta, una variable Mira. Su brillo oscila entre magnitud +7,9 y +16,1 a lo largo de un período de 612,43 días.
Las variables Mira son estrellas en los últimos estadios de su evolución cuya inestabilidad proviene de pulsaciones en su superficie, provocando cambios en su color y brillo. Algunas de ellas, entre las que se encuentra S Cassiopeiae, muestran emisión máser de SiO. En S Cassiopeiae la emisión presenta una acusada polarización circular.